# ليتوف ش-18

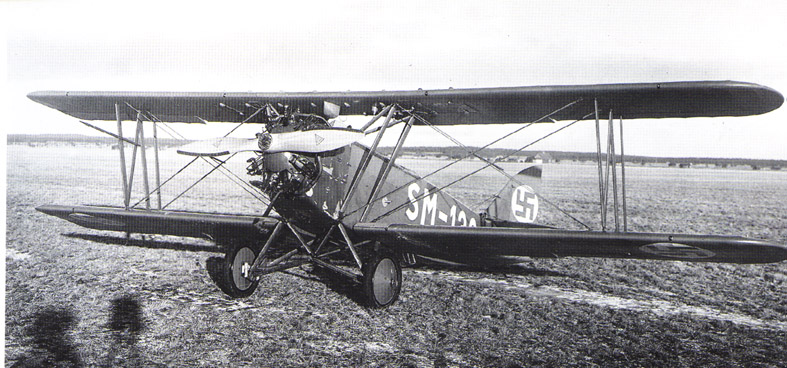

ليتوف سا-18 (بالإنجليزية: Letov Š-18)‏ طائرة صنعت في تشيكوسلوفاكيا وكانت أول دولة تمتلكها.
وهو عبارة عن مقعدين مسطحين للتدريب، صممت الطائرة من قبل إلويس سموليك، وطارت أول مرة في عام 1925.
الطائرة كانت ناجحة للطيران وخاصة لأندية الطيران.